# Resolució 625 del Consell de Seguretat de les Nacions Unides
La Resolució 625 del Consell de Seguretat de les Nacions Unides, fou aprovada per unanimitat el 15 de desembre de 1988 va assenyalar un informe del Secretari General de les Nacions Unides que, a causa de les circumstàncies actuals, la presència de la Força de les Nacions Unides pel Manteniment de la Pau a Xipre (UNFICYP) continuaria sent essencial per a un acord pacífic. El Consell va expressar el seu desig de totes les parts de donar suport a l'acord de deu punts per a la represa de les converses intercomunitàries i va demanar al Secretari General que tornés a informar abans del 31 de maig de 1989 per seguir l'aplicació de la resolució.
El Consell va reafirmar les seves resolucions anteriors, inclosa la Resolució 365 del Consell de Seguretat de les Nacions Unides (1974), va expressar la seva preocupació per la situació, va instar les parts implicades a treballar junts per la pau i una vegada més va estendre l'estacionament de la Força a Xipre, establerta a la Resolució 186 (1964), fins al 15 de juny de 1989.